# Ramón (football, 1950)
Pour les articles homonymes, voir Ramón.
Ramón da Silva Ramos, appelé plus simplement Ramón (né le 12 mars 1950), est un joueur de football brésilien, qui jouait au poste d'attaquant. Il fut également entraîneur.

## Carrière de joueur
Ramón est né à Sirinhaém, dans l'État du Pernambouc, commence sa carrière professionnelle en 1970 dans l'équipe de sa région natale, le Santa Cruz Futebol Clube, avec qui il joue 112 matchs et inscrit 39 buts, finissant meilleur buteur du championnat du Brésil lors de la saison 1973 avec 23 buts.
Il quitte le club en 1975, pour évoluer brièvement au Sport Club Internacional, puis au Sport Club do Recife en 1976, jouant 11 matchs en Série A et inscrivant 3 buts pour ce dernier.
Ramón rejoint ensuite l'équipe de Rio de Janeiro du Club de Regatas Vasco da Gama en 1976, inscrivant 11 buts en 22 matchs de Série A, avant de partir jouer au Goiás Esporte Clube en 1979, avec qui il joue 32 matchs en Ligue nationale brésilienne pour 8 buts. Il rejoint ensuite le Ceará Sporting Club en 1981, marquant 15 buts en Série A en 10 matchs, avant de quitter le club l'année suivante.
Après avoir ensuite défendu les couleurs du São José Esporte Clube en 1983 et du Ferroviário Atlético Clube en 1984, il prend sa retraite avec le club du Brasília Futebol Clube en 1985.

## Carrière d'entraîneur
Après sa retraite, il travaille en 1995 et en 1996 dans son ancien club du Ferroviário Atlético Clube en tant qu'entraîneur.

## Palmarès

### Individuel
- Meilleur buteur du championnat du Brésil : 1973

### Club
Ceará
- Campeonato Pernambucano : 1981

Santa Cruz
- Campeonato Pernambucano : 1970, 1971, 1972, 1973

Vasco
- Campeonato Carioca : 1977